# Do Something (песня)
«Do Something» — первый сингл Мэйси Грэй из её дебютного альбома On How Life Is (1999). Сингл является семплом песни «Git Up, Git Out» группы OutKast.
В Великобритании «Do Something» занял первые строчки в UK Singles Chart, но на сегодняшний день сингл занимает пятидесятое место. В Billboard Hot 100 песня не попала, а в чарте Hot Dance Singles Sales песня заняла 43 место.
«Do Something» был выпущен на двух CD-дисках. В 1999 году композиция была использована на летнем коммерческом фестивале «MTV Europe».

## Список композиций и форматы
CD 1
1. «Do Something» (радио-версия) — 4:10
2. «Rather Hazy» — 3:10
3. «Do Something» (Organized Noize совместно с Cee-Lo) — 3:53

CD 2
1. «Do Something» (альбомная версия) — 4:57
2. «Do Something» (Jay’s Subliminal Funk) — 4:50
3. «Do Something» (King Britt Remix) — 9:20

## Чарты
| Чарты (1999)                                         | Высшая позиция |
| ---------------------------------------------------- | -------------- |
| Dutch Top 40                                         | 35             |
| Новозеландская ассоциация звукозаписывающих компаний | 32             |
| UK Singles Chart                                     | 51             |
| U.S. Billboard Hot R&B/Hip-Hop Songs                 | 63             |
| Чарты (2000)                                         | Пик позиций    |
| U.S. Billboard Hot Dance Singles Sales               | 43             |